# Jean Champion
Jean Champion (* 9. März 1914 in Chalon-sur-Saône; † 23. Mai 2001 ebenda) war ein französischer Theater- und Filmschauspieler.
Jean Champion wurde Ende der 1940er Jahre zunächst als Theaterschauspieler tätig. Ab Ende der 1950er Jahre kamen Engagements für Film und Fernsehsendungen. Insgesamt wirkte er in mehr als 80 Produktionen als Nebendarsteller mit, darunter in Klassikern wie Die Regenschirme von Cherbourg (1964) von Jacques Demy oder Die amerikanische Nacht (1973) von François Truffaut.

## Filmografie (Auswahl)
- 1962: Mittwoch zwischen 5 und 7 (Cléo de 5 à 7)
- 1963: Muriel oder Die Zeit der Wiederkehr (Muriel ou le Temps d’un retour)
- 1964: Monsieur
- 1964: Die Regenschirme von Cherbourg (Les Parapluies de Cherbourg)
- 1965: Belphégor oder das Geheimnis des Louvre (Belphégor, Fernsehvierteiler)
- 1967: Der Dieb von Paris (Le Voleur)
- 1967: Der Millionen-Coup der Zwölf (Mise à sac)
- 1967: Rue barrée (Fernsehserie, 24 Folgen)
- 1970: Vier im roten Kreis (Le Cercle rouge)
- 1972: Die kleinen Bosse (Les caïds)
- 1973: Die Einladung (L’invitation)
- 1973: Die amerikanische Nacht (La Nuit américaine)
- 1973: Der Schakal (Chacal)
- 1974: Das Gespenst der Freiheit (Le Fantôme de la liberté)
- 1974: Der Weg nach Tournon (Ardéchois Cœur Fidèle, Miniserie, 6 Folgen)
- 1976: Monsieur Klein
- 1981: Der Saustall (Coup de torchon)
- 1982: Die Fantome des Hutmachers (Les Fantômes du chapelier)
- 1984: Das Blut der Anderen (Le Sang des autres)
- 1988: Bernadette – Das Wunder von Lourdes (Bernadette)
- 1989: Das Leben und nichts anderes (La vie et rien d’autre)
- 1995: Die Schutzengel (Les Anges gardiens)